# 劉翼飛
劉翼飛（1893年8月25日—1968年7月28日）旧名輔庭，字鑄宇，别号覚僧、痩侠，後更名翼飛。盛京将軍管轄区奉天府铁岭县柴河沿刘家瓦窑人，中華民国军事将领。

## 生平
清光绪十九年七月四日生于铁岭县一个富裕农民家中，后全家迁居铁岭城内。先后就读于铁岭县立第二两级小学。1908年（光緒34年）入奉天陸軍小学英文班。1910年参加中国同盟会。後升入北京清河陸軍中学，毕业后1916年（民国5年）8月升入保定陸軍軍官学校第5期步兵科。1918年（民国7年）9月毕业後，加入張作霖奉系軍队，任奉军第七混成旅战术教官。从1922年开始，刘翼飞历任第六混成旅第十七团团长。
1928年（民国17年）張作霖死後，張学良整编军队，劉翼飛任東北陸軍歩兵第4旅旅長。1930年（民国19年）任東三省兵工廠廠長。“整饬厂规，事业日见进步”。1931年1月任察哈爾省政府主席，任至1932年（民国21年）8月。曾计划开发龙烟铁矿，建设张(张家口)多(多伦)铁路，皆因政局变化未能实现。1931年九一八事变发生后，刘翼飞曾建议张学良将军率东北军出关抗日，宁为玉碎不为瓦全，他本人愿卸察省主席之职，率所部为前驱，联合抗日分子，血染长城，出林西、开鲁，直捣四平。1932年3月12日，热河失陷，张学良被迫下野出国“考察”，担任国民政府軍事委員会北平分会委員，在張学良手下负责对日防衛。1936年（民国25年）12月西安事变后，1937年1月17日领衔以旅居平津东北名流三十人名义致电宋子文及宋美龄，评价张学良“成功不必自我，谋国贵于无私”，触怒了蒋介石，此后长期隐居天津。
抗日战争勝利後，劉翼飛担任華北先遣軍第1軍軍長。1946年经老同盟会员王保桢的介绍，加入了由李济深领导的三民主義促進会。
中華人民共和国成立後，留在中国大陸。三大改造前，自筹资金购买机器参加劳动，成立的“忆非纸绳社”。任政协天津市第一至第四届委员会委员，民革天津市第六届委员会常委。1960年8月，周恩来总理主持召开各民主党派及无党派民主人士座谈会，刘翼飞受邀参会并就撰写文史资料一事做了长篇发言，得到一致好评，引起了周恩来的重视。此后，周恩来先后四次召见刘翼飞等人，畅谈征集、撰写文史资料的体会、感悟和意义。
1968年7月28日，刘翼飞在天津病逝。享年76岁（满74歳）。 